# Deweppe fils
Deweppe fils est une ancienne entreprise française, spécialisée dans le tissage du lin, dont l'origine remonte à la création de "Deweppe et Becquart" par Fidèle Deweppe en 1874.

## Historique

### L'entreprise

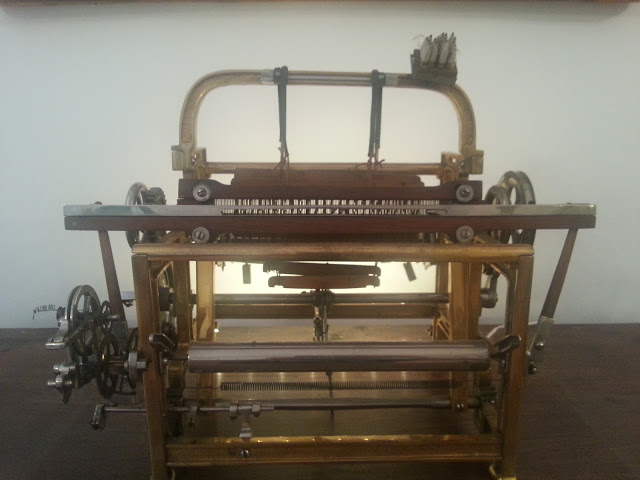
Régulateur "Deweppe" (1890) monté sur la gauche d'un métier à tisser (modèle réduit d'exposition)

Pierre François Deweppe (1809-1858) est facteur en toiles à l'époque du tissage à la main. Son fils Fidèle (1839-1910) continuant le métier, crée en 1874 avec Henri Becquart la firme "Deweppe et Becquart" dont le but est la fabrication et la vente de la toile. Le siège se trouve à Armentières et l'usine à Houplines. En 1880, la société est dissoute et Fidèle Deweppe continue seul l'exploitation sous le nom de "F. Deweppe". Il fait construire la même année l'usine d’Armentières quai de Beauvais.
 En 1883, une association avec Émile Faucheur donne naissance à la firme "Deweppe et Faucheur" avec une nouvelle usine à Frelinghien. C'est durant cette période en 1890 que Fidèle Deweppe dépose le brevet d'un régulateur pour métier à tisser pour lequel il reçoit la médaille d'argent de la société industrielle du Nord de France (SINF) en 1892.
 En avril 1898, "Deweppe et Faucheur" est dissoute à son tour et Fidèle Deweppe fonde en décembre une société en nom collectif "Deweppe fils"pour ses fils Paul et Émile.

Archives Deweppe
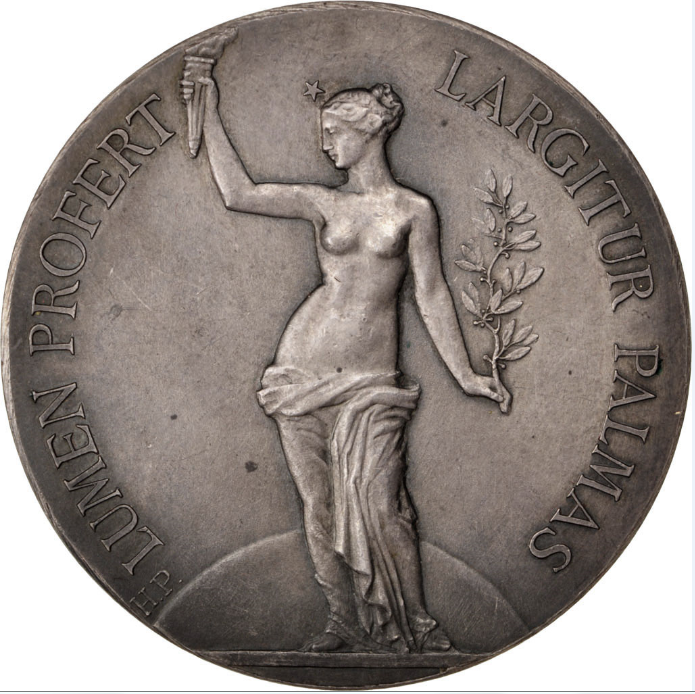
Médaille de la SINF 1892 (avers)
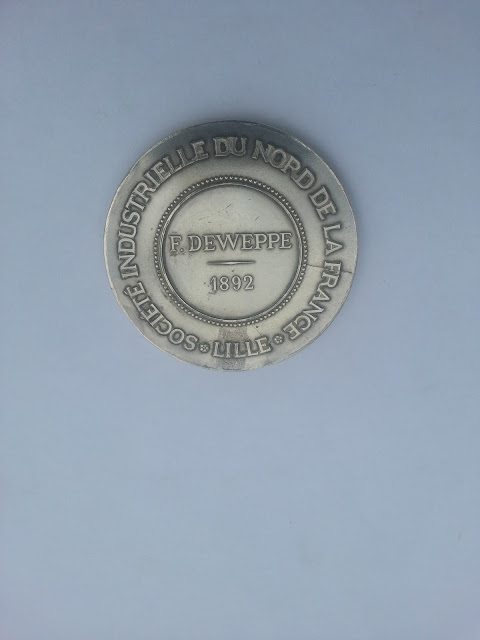
Revers de la même médaille

En 1899, à la suite du licenciement d'un ouvrier, l'entreprise connaît une grève qui n'est pas comparable au grand mouvement de 1903 qui se répand dans toute l'industrie linière. "La grève d'Armentières" motivée par des revendications salariales et une demande d'amélioration des conditions de travail dure plusieurs mois donnant lieu à des manifestations violentes et à l'intervention de l'armée. Bénéficiant du soutien de Jean Jaurès qui fait le déplacement à Armentières et Houplines, les grévistes obtiennent une nouvelle base tarifaire à la suite de l'intervention du préfet du Nord Louis Vincent. En juillet 1930, une grève de deux mois secoue le milieu linier à la suite de l'instauration des prélèvements sociaux, puis c'est de janvier à avril 1933 un nouveau mouvement et l'intervention des gardes mobiles.

Deweppe fils est citée dans le catalogue général officiel de l'exposition universelle de 1900  au titre de l'industrie linière.
En 1931, "Deweppe fils" participe à l'exposition coloniale internationale dans la section textile (classe 81).

La première usine d'Armentières datant de 1881 est doublée en 1912. Entièrement détruite en août 1917 par l'artillerie allemande, elle est reconstruite en 1920.

Émile Deweppe se retirant en 1933, Paul dirige alors l'entreprise avec ses fils Jean et Jacques.
 En 1946, "Deweppe et fils" devient une SARL. Paul Deweppe décède en 1949; ses fils continuent la gestion.

### Les hommes

#### Les fondateurs
Les fondateurs sont deux frères, Paul (1875-1949) et Émile (1880-1956).
- Paul Émile Deweppe

Né le 8 mars 1875 à Houplines de Fidèle Amand et de Romaine Léonie Flavie Cappelle, après des études à l'institut industriel de Lille en 1892, il s'engage pour 3 ans en 1893. Marié à Lille le 7 novembre 1898 avec Berthe Caroline Pélagie Miquet dont 4 enfants, deux fils Jean et Jacques et deux filles Germaine (1901-1978) et Aline (1899-1975).
- Émile Léon Deweppe

Né le 10 février 1880 à Houplines ; est également engagé volontaire pour 3 ans en 1898. Mobilisé en 1914, il est fait prisonnier envoyé en Allemagne jusqu'à la fin de la guerre. Officier d'Académie le 17 mars 1913 JO du 22 mars 1913.

#### Les successeurs
- Jean Alexandre Adélaïde Deweppe

Né à Armentières le 16 décembre 1899 épouse Marie Thérèse Dervaux en 1re noce (fille de Maurice Dervaux filateur de lin) dont un fils Christian Deweppe (1934). Se remarie en 1939 avec Bernadette de Laage de Meux dont une fille Marielle (1942) et un fils Jean Paul (1947-1972).
- Jacques Fidèle Émile Jean Deweppe

Né à Armentières le 20 janvier 1911.

#### Les ouvriers
De nombreux employés anonymes qui par leur travail ont contribué au développement et à la vie de l'entreprise. En 1932, ils sont 77 hommes et 35 femmes .

### La production
Le "tissage" Deweppe fils avait une gamme de produits très diversifiée, aussi bien tournée vers les particuliers que les administrations et l'armée, la toile de lin étant la raison d'être de l'entreprise.

#### liste des produits
- Toile de lin
- Toiles de lin crémées ou lessivées
- Toiles de lin ocrées
- Toiles coton et lin lourdes
- Toile de chanvre
- Toile chaine coton, trame chanvre
- Rondelettes pur fil
- Serpillières pur chanvre
- Métis: rondelettes, tournants, torchons encadrés
- Toiles bleues: coton et fil, lin et chanvre
- Toiles vertes coton et lin
- Toiles écrues pour teinture
- Filés: coton, lin et étoupe, chanvre

### Épilogue
Confrontées à l'apparition de nouveaux produits synthétiques et à la concurrence de pays émergents, de nombreuses fabriques textiles disparaissent progressivement, absorbées par des groupes plus puissants ou contraintes à déposer leur bilan. Ce n'est pas le cas de « Deweppe fils » qui cesse son activité en 1968 à la suite d'une liquidation à l'amiable menée par Christian Deweppe fils de Jean. 

Le lin connait de nos jours un renouveau en tant que produit de luxe dans le domaine de la mode, mais il s'agit maintenant d'un produit d'importation.

## Galerie

archives Deweppe
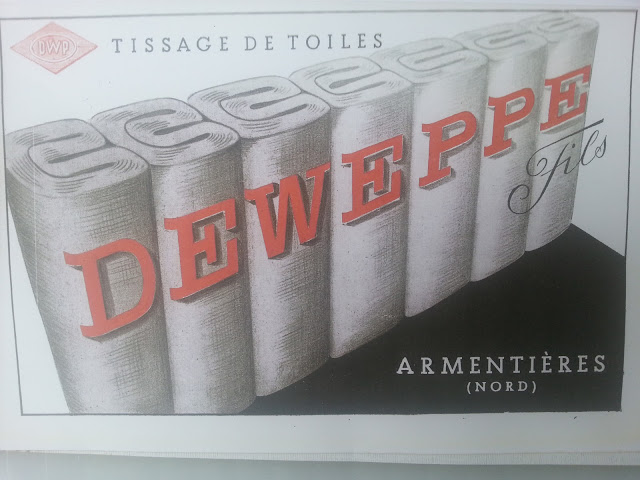
Publicité